# 社溪镇
社溪镇，是中华人民共和国江西省赣州市上犹县下辖的一个乡镇级行政单位。

## 行政区划
社溪镇下辖以下地区：
社溪社区、沙塅村、社溪村、麻田村、塘坑村、石崇村、黄塘村、狮子村、大安村、江头村、社陈村、六村、乌溪村、龙口村、兰田村、龙田村和严湖村。